# West Eweburn Dam
West Eweburn Dam ist ein Stausee zur Nutzwassergewinnung in der Region Otago auf der Südinsel von Neuseeland.

## Geographie
Der Stausee befindet sich im Hochland von Otago, westlich angrenzend am Naseby Forest und rund 5,8 km nordwestlich von dem Ort Naseby entfernt. Der maximal 1,6 Mill. m³ Wasser umfassenden Stausee erstreckt sich über eine Länge von rund 820 m bei einer Nordnordost-Südsüdwest-Ausrichtung, weist eine Breite von maximal 290 m auf und kommt auf eine Seefläche von maximal 23 Hektar.
Gespeist wird der Stausee, der über ein Wassereinzugsgebiet von 14 km² verfügt, durch den von Nordosten kommenden Ewe Burn West Branch, der den See am südwestlichen Ende auch entwässert.

## Staumauer
Die Staumauer, die als ein Erdschüttdamm ausgeführt ist, wurde in den Jahren 1898 bis zur Fertigstellung im Jahr 1902 errichtet. Der Damm weist eine Bauhöhe von 21,3 m auf und erstreckt sich über eine Länge von 189 m.